# إرنست بلفورت باكس
إرنست بلفورت باكس (23 يوليو 1854 - 26 نوفمبر 1926) محام إنجليزي بالقضاء العالي، وصحفي، وفيلسوف، ومدافع عن حقوق الرجال، واشتراكي، ومؤرخ.

## سيرته الذاتية
ولد إرنست بلفورت باكس في 23 يوليو 1854، في ليمينغتون سبا، وهو ابن دانيال باكس، صاحب مصنع المعاطف الواقية من المطر (المكنتش) الخارج عن المألوف. كان الأخ الأكبر لباكس، المحامي ألفريد ريدلي باكس، والد الملحن والكاتب أرنولد باكس والكاتب المسرحي وكاتب المقالات كليفورد باكس. في كتابه ذكريات وتأملات من منتصف وأواخر العصر الفيكتوري (1918)، وصف الإنجيلية الضيقة والسبتية التي نشأ فيها بأنها تركت «ذكريات غير سارة على الدوام وراءها».
تلقى تعليمه الخاص على يد مدرسين بين عامي 1864-1875، وتأثر بجورج لويس، وويليام ليكي، وألكسندر بين، وهربرت سبنسر، وجون ستيوارت مل، مما ساهم في تفانيه في تحقيق العقلانية. في سن السادسة عشرة، استيقظ اهتمامه بالشؤون العامة بسبب الحرب الفرنسية الألمانية، وتكملة لها، الكومونة. اعتبرت أفكاره السياسية خلال هذه الفترة تطرفًا شائعًا مقترنًا بالتطلعات إلى المساواة الاقتصادية.
في شبابه، كان باكس مهتمًا بالموسيقى وكان بإمكانه العزف على البيانو، وفي سن الحادية والعشرين (1875) ذهب إلى ألمانيا لدراسة الموسيقى. زار هناك مرة أخرى في عام 1880 بصفته مراسلًا لصحيفة ذا ستاندرد في برلين. عندها التقى بإدوارد فون هارتمان وتواصل مع الفلسفة الألمانية عمومًا. بعد الدراسة لفترة، أدى اهتمامه بمل وسبنسر وبين إلى وصوله لعظماء ألمانيا كانط وهيغل، وبقيت اهتماماته الفلسفية معه مدى الحياة.

## دراسات في الفلسفة
في عام 1880، عندما كان عمره 26 عامًا، بدأ باكس دراسة الفلسفة في ألمانيا، بدءًا من كانط وهيغل. في عام 1883 أنتج ترجمة إنجليزية لكتاب كانط المقدمات النقدية والأسس الميتافيزيقية للعلوم الطبيعية، وفي عام 1884 كتب كتيب لتاريخ الفلسفة، الذي نُشر عام 1885 لمكتبة بون الفلسفية.
تشمل الأعمال الفلسفية اللاحقة لباكس مشكلة الواقع (1892)، وجذور الواقع: كونها اقتراحات لإعادة البناء الفلسفي (1907)، ومشاكل الرجال والعقل والأخلاق (1912)، والواقعي والعقلاني والمنطقي (1920).

## الدفاع عن حقوق الرجال
كان باكس مدافعًا شغوفًا للحقوق الاجتماعية والقانونية للرجال، والتي اعتبرها منقوصة مقارنة بالحقوق القانونية للمرأة. كان أول مقال رئيسي له حول هذا الموضوع هو بعض الأصنام البرجوازية، أو المُثُل والحقائق والأكاذيب (1886)، حيث قال إن النساء يتمتعن بامتيازات بموجب القانون على حساب الرجال. كان عليه أن يواصل كتابة المقالات حول هذا الموضوع طوال معظم حياته، والتي نُشرت بشكل خاص في سوشال ديمكرات، وجاستس، ولاحقًا في ذا نيو إيج.
في عام 1896، كتب «الاستعباد القانوني للرجال» وعنوانه مسرحية عن مقال جون ستيوارت مل الذي كتبه عام 1869 بعنوان «استعباد النساء». في هذا المجلد، اعتمد باكس على خبرته الواسعة كمحام بالقضاء العالي لتوضيح الطرق العديدة التي يفضل بها النص القانوني النساء على حساب الرجال والفتيان. تشمل فصول الكتاب «الامتيازات الزوجية للمرأة» و«الامتيازات غير الزوجية للمرأة» و«الممارسة الفعلية للامتيازات الجنسية للمرأة» و«نبلاء الجنس».
باكس من الناشطين المناهضين للنسوية، فوفقًا له، فشلت الحركة النسوية في معالجة الظلم لكلا الجنسين بالتساوي. وفقًا لباكس، كانت «الحملات المناهضة للرجل» في عصره مسؤولة عن الحفاظ على القوانين المناهضة للرجل من الشريعة القانونية القديمة، وعن إصدار قوانين جديدة كانت أيضًا مناهضة للذكور ومتحيزة جنسيًا. كتب باكس العديد من المقالات في ذا نيو إيج وأماكن أخرى حول القوانين الإنجليزية المنحازة للنساء ضد الرجال، ومكانة المرأة المتميزة أمام القانون، وأعرب عن رأيه بأن حق المرأة في التصويت من شأنه أن يقلب ميزان القوى بصورة مجحفة لصالح المرأة. في عام 1913، نشر كتابًا بعنوان «احتيال النسوية»، تناول فيه بالتفصيل الآثار السلبية للحركة النسوية.